# Белов, Афанасий Севастьянович
Афана́сий Севастья́нович Бе́лов (12 (25) января 1909 — 30 октября 1989) — советский артист эстрады, театра и кино, куплетист. Заслуженный артист РСФСР (1982).

## Биография
Родился 12 (25) января 1909 года в селе Медведково Московской губернии. В 1934 году окончил химический факультет МГУ имени М. В. Ломоносова. Выступал в массовках Театра Революции, учился в открывшейся при театре актёрской студии (в дальнейшем Московское городское театральное училище, педагог О. И. Пыжова) и был принят в труппу театра (середина 1930-х годов).
В годы войны во фронтовой бригаде театра — исполнял куплеты, начал конферировать в образе нескладного, стесняющегося человека.
До 1949 года совмещал работу в театре и на эстраде (в 1946 году — дипломант II Всесоюзного конкурса артистов эстрады).
В 1950 году перешёл на эстраду.
В 1950-е годы исполненные им музыкальные сатирические куплеты и различные пассажи, в которых критиковались разгильдяйство, карьеризм, взяточничество и другие общественные пороки, пользовались успехом на сцене. Кое-что из тогдашнего репертуара артиста записано на пластинки.
Был режиссёром телепрограммы «Будем знакомы».
Написал сценарий к трём фильмам, два из которых — малоизвестные комедии. На третий же сценарий Белова, написанный им с шолоховской силой, выпал большой успех: военная мелодрама «Законный брак» А. Мкртчяна с блистательным актёрским дуэтом Игоря Костолевского и Наталии Белохвостиковой в сопровождении музыки Исаака Шварца была признана лучшим советским фильмом 1985 года.
С 1962 года — артист Московского мюзик-холла.
Ушёл из жизни 30 октября 1989 года. Похоронен в Москве на Миусском кладбище.

## Фильмография

### Актёр
- 1926 — «Тарас Трясило»
- 1926 — «Ягодка любви»
- 1927 — «Не по дороге» (короткометражный)
- 1927 — «Сорочинская ярмарка»
- 1927 — «Сумка дипкурьера»
- 1927 — «Черевички»
- 1928 — «Бенефис клоуна Жоржа»
- 1928 — «Октябрюхов и Декабрюхов»
- 1928 — «Проданный аппетит»
- 1930 — «Взорванные дни»
- 1931 — «Кармелюк»
- 1932 — «Простой случай» — Гриша
- 1942 — «Александр Пархоменко» — матрос (нет в титрах)
- 1943 — «Два бойца» — эпизод (нет в титрах)
- 1946 — «Первая перчатка» — Афанасий Лубяго, массажист
- 1955 — «Гость с Кубани» — Василий Егорович Одиноков, помощник Воробцова, выпивоха
- 1955 — «Доброе утро» — Ушатов, начальник участка
- 1956 — «Песня табунщика» — Василий Иванович Конкин, старшина милиции
- 1958 — «Очередной рейс» — Пётр Филимонов, водитель
- 1958 — «У тихой пристани» — Георгий Михайлович Картонкин, глупый начальник дорожного отдела
- 1964 — «Эстрадная фантазия»
- 1972 — «Карнавал» — цирковой буфетчик
- 1972 — «Цирк зажигает огни» — Одиссей Флегматикопуло

### Сценарист
- 1958 — «У тихой пристани»
- 1974 — «Незнакомый наследник»
- 1985 — «Законный брак»